# Alexis Mitsuru Shirahama
Alexis Mitsuru Shirahama PSS (japonêsアレキシオ 白浜 満, Arekishio Shirahama Mitsuru; nascido em 20 de maio de 1962, Shin-Uonome (hoje: Shin-Kamigotō), condado de Minami-Matsuura, Japão) é um clérigo japonês e bispo católico romano de Hiroshima.

## Biografia
Alexis Mitsuru Shirahama obteve o título de Bacharel em Filosofia em 1986, pela Universidade Keio, Tóquio, e o título de Bacharel em Teologia em 1990, pelo Seminário São Sulpício, Fukuoka. Posteriormente, estudou no Instituto Católico de Paris, obtendo uma Licenciatura em Liturgia com especialização em Teologia Sacramental.
Foi ordenado sacerdote em 19 de março de 1990 em Urakami, Arquidiocese de Nagasaki, e incardinado na mesma Sé Metropolitana. Em 1993 ingressou na Companhia dos Padres de São Sulpício. Após a ordenação, ocupou os seguintes cargos: formador no Seminário São Sulpício em Fukuoka (1995-2008); desde 1995, membro da Comissão Litúrgica da Conferência dos Bispos Católicos do Japão e professor de Liturgia e Teologia Sacramental; desde 2012, reitor do Seminário Católico do Japão.
Em 28 de junho de 2016, o Papa Francisco nomeou-o Bispo de Hiroshima. O Arcebispo de Osaka, Thomas Aquino Man'yō Maeda, ordenou-o bispo em 19 de setembro do mesmo ano, na Catedral de Hiroshima; os principais co-consagradores foram o Arcebispo de Nagasaki, Joseph Mitsuaki Takami PSS, e o Bispo de Kyoto, Paul Yoshinao Ōtsuka.